# Plaça de la Vila de Madrid
La plaça de la Vila de Madrid està situada entre els carrers de la Canuda, d'en Bot i de Francesc Pujols, al barri Gòtic de Barcelona.

## Història i descripció
El Convent de Santa Teresa de monges carmelites es va fundar el 1588 i les obres van finalitzar el primer decenni del segle xvii. Situat al carrer de la Canuda, es tractava d'un temple d'una sola nau, amb l'altar major situat a llevant. Al costat sud-est de l'església hi havia una cripta de planta rectangular, amb un ossari i una graella de 16 nínxols numerats i disposats en 4 fileres de 4 tombes cadascuna, tot i que no es conserva la totalitat de l'última filada. A excepció de dos, tots els nínxols eren buits. El conjunt de la cripta data del 1852 i era el lloc on eren enterrades les monges. L'estructura és de planta rectangular de 14 m de llarg per 4,20 m d'amplada i, originalment, assoliria els 3,50 m d'alçada. Entre l'església i la cripta hi havia el claustre. A la part sud de l'actual plaça s'hi van trobar estructures que formaven part del gran hort conventual.

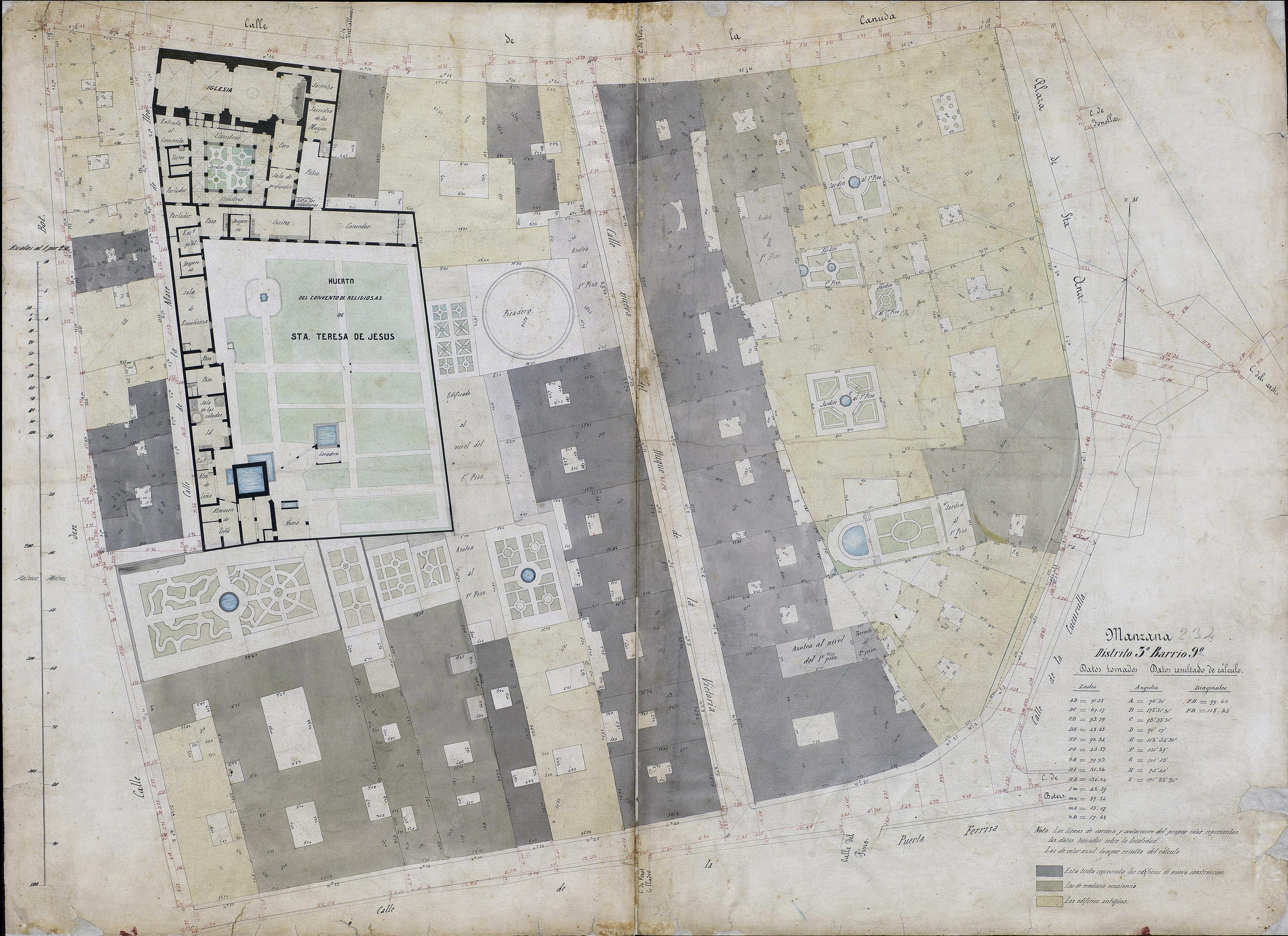
Quarteró núm. 64 de Garriga i Roca (c. 1860)

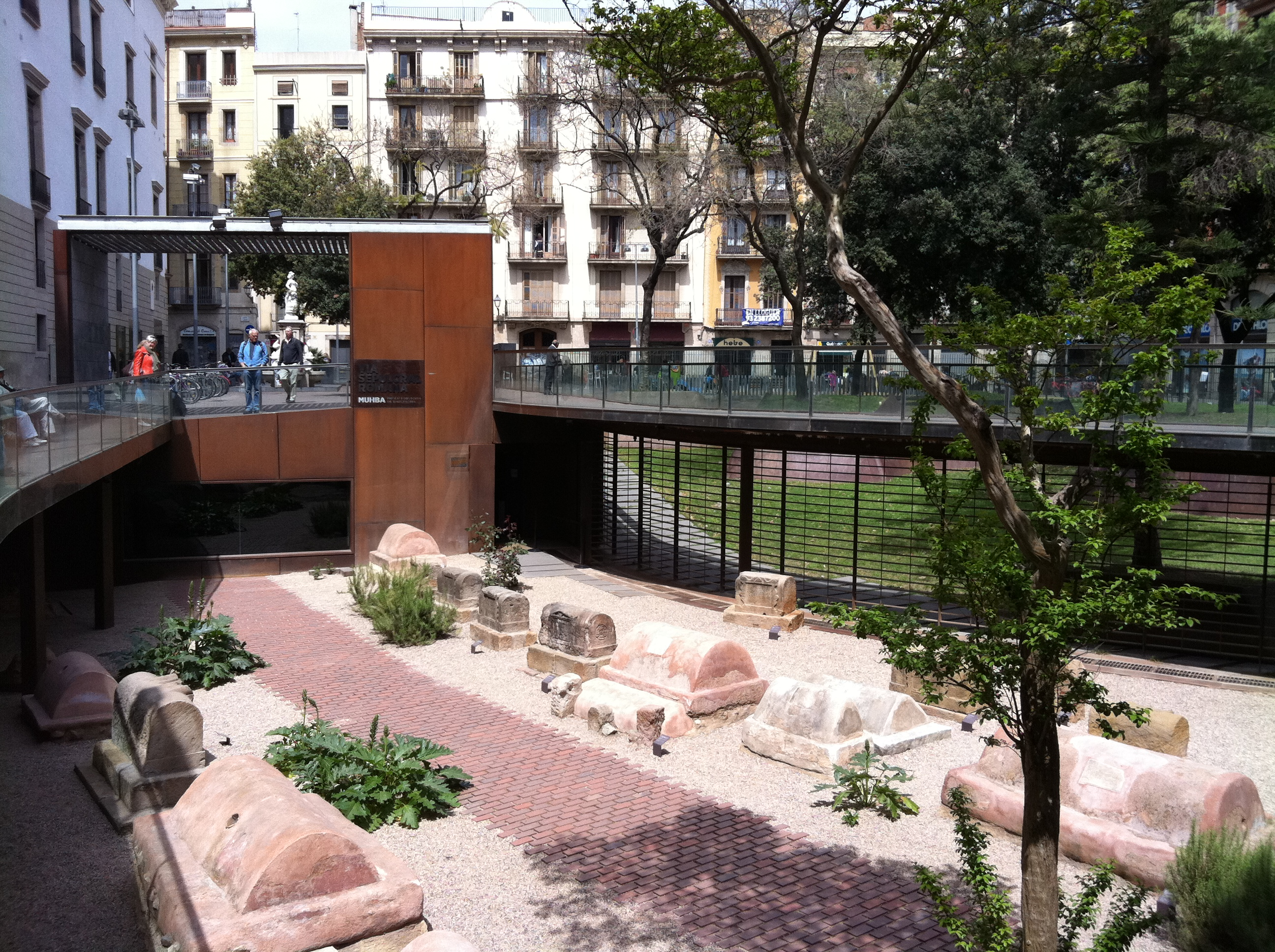
La via sepulcral romana

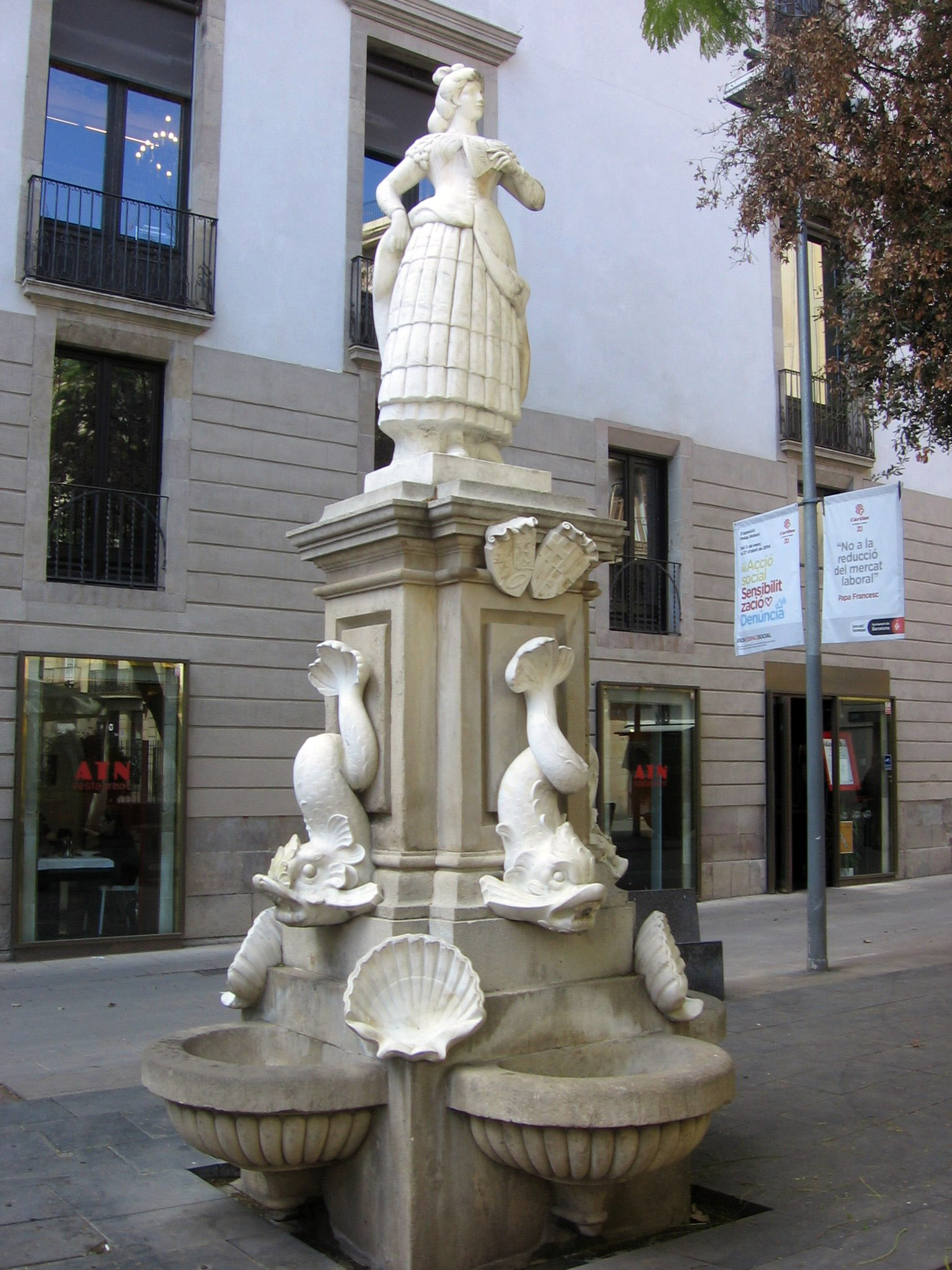
La maja madrilenya

Durant la Guerra Civil es construí un refugi antiaeri tot aprofitant unes galeries subterrànies del convent, que va ser enderrocat. El 1944 es decidí la urbanització d'aquest solar i l'illa de cases entre l'antic carrer de la Mare de Déu (avui en dia desaparegut) i el d'en Bot, on hi havia alguns edificis afectats pels bombardejos. El 1946, i per encàrrec de la Caixa de Pensions, els arquitectes Adolf Florensa i Ferrer i Manuel Cases Lamolla van projectar una promoció d'habitatges al costat sud de la plaça. El 1954, durant la construcció d'un dels edificis es va descobrir una necròpoli romana, i l'arquitecte municipal Adolf Florensa, que també ho era de l'obra, va disposar l'urbanisme de la plaça integrant la via sepulcral a l'espai públic.
El 1958 s'hi va instal·lar una font, obra de Lluís Montané i Mollfulleda, decorada amb els escuts de Barcelona i Madrid i quatre peixos d'on raja l'aigua, i està coronada per una escultura de marbre representant una dona vestida de maja madrilenya.
A principis de la dècada del 1960, el conjunt de la plaça es va completar amb un bloc d'habitatges promogut per la immobiliària Urbana de Edificios SA (URDESA) i projectat per l'arquitecte Albert Argimon, que substituí el palau del Marquès de Camps.
Entre 2000 i 2003 es va reurbanitzar la plaça, que va incloure una nova museïtzació de la via sepulcral i la construcció d'un centre d'interpretació. A diferència del que s'havia fet l'any 1958, l'arranjament no inclou gespa a l'àrea arqueològica, ja que l'efecte de la vegetació (combinat amb l'aigua de reg i els adobs) estava resultant perjudicial per a la conservació de les tombes.